# Ernst Grube
VEB Kraftfahrzeugwerk "Ernst Grube" Werdau (Народное предприятие автомобилестроительный завод "Эрнст Грубе" в Вердау) — существовавший в ГДР автомобильный завод названный в честь немецкого коммуниста и участника Сопротивления Эрнста Грубе. Завод занимался производством грузовых автомобилей средней и большой грузоподъёмности, автобусами на их базе, а также армейскими полноприводными грузовиками. 

## История
Предприятие было основано в 1898 году в Саксонском городе Вердау и занималось производством железнодорожных вагонов. До 1917 года оно назвалось Firmenbezeichnung Sächsische Waggonfabrik Werdau GmbH или Саксонский вагоностроительный завод, с 1917 по 1928 годы Hermann Schumann AG, затем вошло в концерн Linke-Hofmann-Busch. После Второй мировой войны завод расположенный в Саксонии попал в Советскую оккупационную зону и в 1948 году был национализирован под названием Waggonfabrik Schumann-Werke. В этот же период предприятие вошло в состав LOWA (Народное объединение паровозо- и вагоностроителей). Однако, в самом начале 50-х, по решению правительства вновь образованной Германской Демократической Республики, профиль завода был изменён с вагоностроительного, на автомобилестроительный. Восстанавливающейся после войны Восточной Германии были остро необходимы грузовые автомобили и автобусы.
С 1952 года завод получивший имя Эрнста Грубе начал производство тяжёлых 6-тонных грузовиков H6 разработанных на заводе Хорьх в Цвиккау на базе довоенных наработок компании Vomag, а также автобусов H6B на их базе. В это же время, в связи со сменой специализации, завод был передан в подчинение объединению автотранспортостроителей IFA. В 1952 году завод развернул производство армейских грузовиков колёсной формулы 6Х6 G5, также созданных на довоенных наработках Vomag. Они поставлялись в Национальную народную армию ГДР. С 1958 года взамен H6 на завод из Цвикау было перенесено производство среднетоннажных грузовиков H3, которые после модернизации и увеличения грузоподъемности на одну тонну получили обозначение S-4000. В 1959 году эта модель была модернизирована и получила обозначение S-4000-1.
В начале 60-х на заводе началась разработка нового поколения среднетоннажных грузовых автомобилей с кабиной над двигателем. Были построены опытные образцы получившие обозначение W45 (Werdau грузоподъемностью 45 центнеров). После доработки производство этих автомобилей получивших название W50L было передано на завод в Людвигсфельде.
С 1967 года производство всех автомобилей на предприятии было прекращёно. В 1990 году завод был выкуплен производителем прицепной техники  Kögel Fahrzeugwerke AG. В 2004 году предприятие фактически перестало существовать после банкротства.

## Продукция
- IFA H6
- IFA H6B
- IFA G5
- IFA S4000
- IFA S4000-1